# ام. تی. اندرسون
متیو توبین اندرسون (انگلیسی: Matthew Tobin Anderson؛ زادهٔ ۴ نوامبر ۱۹۶۸) که با نام ام. تی. اندرسون نیز شناخته می‌شود، نویسنده ادبیات کودک، رمان‌نویس و نویسنده ادبیات داستانی نوجوانان اهل ایالات متحده آمریکا است.